# معهد الدراسات القبطية (مصر)
تأسس معهد الدراسات القبطية عام 1954م، ويعد البابا تواضروس الثاني - بابا الإسكندرية وبطريرك الكرازة المرقسية - الرئيس الأعلى للمعهد.

## هدف المعهد
هدفه الرئيسى «التراث القبطى» من (لاهوت وفن وموسيقى وألحان وآثار وعمارة وتاريخ ولغة وأدب واجتماع ودراسات إفريقية). بحثا، وتحقيقا، وترجمة، ونشرا، وتسجيلا أو تدوينا وترميما وتعليما مع تداوله مع الجامعات والمراكز والهيئات الأجنبية التي بها تخصصاته. وعقد الندوات والمؤتمرات المحلية والدولية عنه.

## أقسام المعهد
1.قسم اللاهوت:
- رئيس القسم: الأنبا بيشوي (سابقًا)

2.قسم اللغة القبطية
- رئيس القسم: نيافة الأنبا ديمتريوس، مطران ملوي وأنصنا والأشمونين

3.قسم الدراسات الأفريقية
- رئيس القسم: أ.د/ انطون يعقوب

4.قسم الدراسات الإعلامية
- رئيس القسم: د/ رامي عطا

5.قسم العمارة القبطية
- رئيس القسم: أ.د/ سامي صبري

6.قسم الآثار والترميم
- رئيس القسم: أ.د/ عادل فخري

7.قسم الاجتماع والتربية
- رئيس القسم: أ.د/ ثروت إسحق

8.قسم التاريخ
- رئيس القسم: أ.د/ أنطوني سوريا

9.قسم الألحان والموسيقى القبطية
- تحت اشراف: أ.د/ ميشيل بديع عبد الملك

10.قسم الفن القبطي
- تحت اشراف: أ.د/ سامي صبري

11.قسم التراث الشرقي المسيحي
- تحت اشراف: أ.د/ نجلاء حمدي بطرس

## مواضيع مرتبطة
- كنيسة قبطية أرثوذكسية